# Сорийотей II
Срей Сорийотей II (кхмер. ស្រីសុរិយោទ័យទី២), урождённый Норей Реамеа (полное имя — Preah Reach Oang Preah Srey Suryotoy Rajathiraj Rama Borompopit, ព្រះរាជឱង្ការ ព្រះស្រីសុរិយោទ័យរាជាធិរាជ រាមាបរមបពិត្រ), — король Камбоджи (1472—1477), правил под именем Шри Сурьядайя Раджадхираджа (санскр. Sri Suryadaya Rajadhiraja).

## Биография
Принц Норей Реамеа был сыном короля Нореа Раматхупдея.
В 1472 году поднял восстание против своего дяди Рачея Раматуппдея и объявил себя королём. Сориотей II без колебаний обратился за поддержкой к сиамцам, которые вторглись в Камбоджу и захватили города Корат, Ангкор и Чантабун, в то время как новоявленный монарх обосновался в Срейсанторе. В это же время находившийся в Пномпене регент Тхоммо Реатеа I, восстаёт против своего брата, законного короля. Сориотей II был депортирован в Сиам, где и умер в 1479 году.